# Roberto Fortunato
Roberto Fortunato (ur. 12 czerwca 1964 w Borgosesii) – włoski kolarz szosowy, złoty medalista mistrzostw świata.

## Kariera
Pierwszy sukces w karierze Roberto Fortunato osiągnął w 1986 roku, kiedy Włosi w składzie: Roberto Fortunato, Eros Poli, Mario Scirea i Flavio Vanzella zwyciężyli w drużynowej jeździe na czas na mistrzostwach świata w Villach. Był to jednak jedyny medal wywalczony przez niegi na międzynarodowej imprezie tej rangi. Na rozgrywanych rok wcześniej mistrzostwach świata w Colorado Springs zajął 38. pozycję w wyścigu ze startu wspólnego amatorów. Nigdy nie wystąpił na igrzyskach olimpijskich.